# Ophiodictys
Ophiodictys is een geslacht van slangsterren uit de familie Ophiacanthidae.

## Soorten
- Ophiodictys pectorale (Lyman, 1880)